# Wahlbezirk Galizien 18
Der Wahlbezirk Galizien 18 war ein Wahlkreis für die Wahlen zum Abgeordnetenhaus im österreichischen Kronland Galizien. Der Wahlbezirk wurde 1907 mit der Einführung der Reichsratswahlordnung geschaffen und bestand bis zum Zusammenbruch der Habsburgermonarchie.

## Geschichte
Nachdem der Reichsrat im Herbst 1906 das allgemeine, gleiche, geheime und direkte Männerwahlrecht beschlossen hatte, wurde mit 26. Jänner 1907 die große Wahlrechtsreform durch Sanktionierung von Kaiser Franz Joseph I. gültig. Mit der neuen Reichsratswahlordnung schuf man insgesamt 516 Wahlbezirke, wobei mit Ausnahme Galiziens in jedem Wahlbezirk ein Abgeordneter im Zuge der Reichsratswahl gewählt wurde. Der Abgeordnete musste sich dabei im ersten Wahlgang oder in einer Stichwahl mit absoluter Mehrheit durchsetzen. Der Wahlkreis Galizien 18 umfasste die Städte Biała (Biala), Żywiec (Saybusch) Kęty, Wadowice und Andrychów (Andrichau).
Aus der Reichsratswahl 1907 ging Stanisław Łazarski, Rechtsanwalt, Rechtsanwalt und Abgeordneter des Galizischen Landtags aus Jeleśnia, ein Kandidat der Demokraten, als Sieger hervor. Seine Gegner waren konservativer Wilhelm Binder, Rechtsanwalt aus Krakau, sozialistischer Ludwik Gumplowicz aus Krakau, und Baltazar Bogucki, Kunsthandwerker aus Żywiec aus der Partei von Stanisław Stojałowski.
In der Reichsratswahl 1911 gewann wieder Stanisław Łazarski. Seine Gegner war Stankiewicz, schwach bekannt sozialistischer Eisenbahner aus Bielitz.

## Wahlergebnisse

### Reichsratswahl 1907
Die Reichsratswahl 1907 wurde am 14. Mai 1907 (erster Wahlgang) sowie am 23. Mai 1907 (Stichwahl) durchgeführt.

#### Erster Wahlgang
| Biała: 125     |
| Żywiec: 82     |
| Kęty: 299      |
| Andrychów: 333 |
| Wadowice: 683  |

| Biała: 10,4 %     |
| Żywiec: 9,9 %     |
| Kęty: 34,6 %      |
| Andrychów: 53,4 % |
| Wadowice: 67,7 %  |

| Biała: 129     |
| Żywiec: 523    |
| Kęty: 463      |
| Andrychów: 267 |
| Wadowice: 31   |

| Biała: 10,7 %     |
| Żywiec: 62,9 %    |
| Kęty: 53,6 %      |
| Andrychów: 42,9 % |
| Wadowice: 3,1 %   |

| Biała: 509   |
| Żywiec: 138  |
| Kęty: 58     |
| Andrychów: 0 |
| Wadowice: 70 |

| Biała: 42,2 %   |
| Żywiec: 16,6 %  |
| Kęty: 6,7 %     |
| Andrychów: 0 %  |
| Wadowice: 6,9 % |

| Biała: 426    |
| Żywiec: 84    |
| Kęty: 42      |
| Andrychów: 0  |
| Wadowice: 217 |

| Biała: 35,3 %    |
| Żywiec: 10,1 %   |
| Kęty: 4,9 %      |
| Andrychów: 0 %   |
| Wadowice: 21,6 % |

#### Stichwahl
| Biała: 678     |
| Żywiec: 148    |
| Kęty: 416      |
| Andrychów: 334 |
| Wadowice: 900  |

| Biała: 76,9 %     |
| Żywiec: 18,3 %    |
| Kęty: 49,6 %      |
| Andrychów: 55,8 % |
| Wadowice: 94 %    |

| Biała: 205     |
| Żywiec: 659    |
| Kęty: 423      |
| Andrychów: 265 |
| Wadowice: 57   |

| Biała: 23,1 %     |
| Żywiec: 81,7 %    |
| Kęty: 50,4 %      |
| Andrychów: 44,2 % |
| Wadowice: 6 %     |

### Reichsratswahl 1911
Die Reichsratswahl 1911 wurde am 13. Juni 1911 durchgeführt.

#### Erster Wahlgang
| Biała: 661     |
| Żywiec: 792    |
| Kęty: 573      |
| Andrychów: 469 |
| Wadowice: 758  |

| Biała: 57,7 %     |
| Żywiec: 98 %      |
| Kęty: 74 %        |
| Andrychów: 86,4 % |
| Wadowice: 82,7 %  |

| Biała: 469    |
| Żywiec: 15    |
| Kęty: 194     |
| Andrychów: 72 |
| Wadowice: 158 |

| Biała: 40,9 %     |
| Żywiec: 1,8 %     |
| Kęty: 25,1 %      |
| Andrychów: 13,3 % |
| Wadowice: 17,2 %  |